# Hitoshi Saitō
Hitoshi Saitō (斉藤 仁?, Saitō Hitoshi; Aomori, 2 gennaio 1961 – Osaka, 20 gennaio 2015) è stato un judoka e allenatore di judo giapponese, IX Dan.

## Biografia
Divenne il primo atleta a conquistare per due volte il titolo olimpico nella disciplina, trionfando a Los Angeles nel 1984 e a Seul nel 1988 avendo vinto la categoria dei pesi massimi (+95 kg).
Nel suo palmarès figurano anche un titolo iridato a Mosca nel 1983, un argento vinto sempre ai Mondiali a Seoul nel 1985 e due allori di campione asiatico nel 1984 e nel 1986.
Chiusa la carriera agonistica, è divenuto tecnico della nazionale giapponese, guidandola alle Olimpiadi di Atene 2004 e di Pechino 2008.
È deceduto nel 2015 all'età di 54 anni a causa di un tumore al fegato. 
Il figlio Tatsuru ha seguito le sue orme diventando anch'esso judoka nella categoria dei pesi massimi.